# Janne Siberg

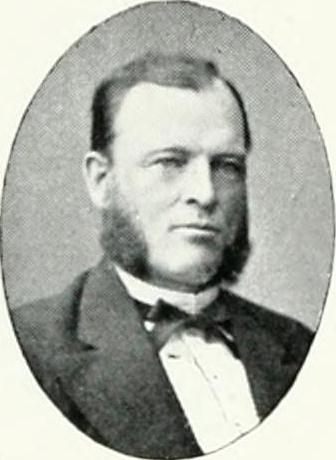
Janne Siberg.

Johan (Janne) Anders Magnus Siberg, född 12 juli 1833 i Ods socken, Älvsborgs län, död 18 december 1920 i Söderhamn, var en svensk bruksförvaltare.
Siberg var son till kyrkoherde Johan Siberg. Han blev bruksbokhållare 1848 och var elev vid Falu bergsskola 1856–57.  Han var bruksförvaltare under 31 år, varav 22 år vid Ljusne järnverk. Han invaldes som ledamot av centralstyrelsen för Helsinglands Enskilda Bank 1890 och blev dess ordförande 1892.